# Tossal Rodó (Granyanella)
|  | Aquest article tracta sobre la muntanya de la Segarra. Vegeu-ne altres significats a «Tossal Rodó». |

El Tossal Rodó és una muntanya de 562 metres que es troba al municipi de Granyanella, a la comarca catalana de la Segarra.